# ترکیب (زبان‌شناسی)
ترکیب یا مرکب‌سازی (به انگلیسی: compounding) فرایندی است که طی آن دو یا چند واژه بسیط یا مشتق در قالب یک واژه با یکدیگر ترکیب می‌شوند. در واقع ترکیب یکی از روش‌های ساخت واژه در زبان است.

## طبقه‌بندی
براساس معیارهای مختلف دستوری، می‌توان نوع ارتباط میان اجزای واژه‌های مرکب را تعیین‌کرد.

### نحوه شکل‌گیری
براساس نحوه شکل‌گیری واژگان مرکب، می‌توان آن‌ها را به دو دسته پایگانی و ناپایگانی تقسیم‌کرد.
ترکیب پایگانی ترکیبی است که در آن اجزای واژه مرکب به صورت مرحله به مرحله به یکدیگر ترکیب‌می‌شوند. برای نمونه در ترکیب «آب‌نبات‌قیچی»، ابتدا ترکیب «آب‌نبات» شکل‌گرفته‌است و در مرحله بعد واژه «قیچی» در آن ترکیب‌شده‌است. ترتیب این ترکیب‌ها از این نکته استنتاج‌می‌شود که ترکیب‌های دیگری نظیر «نبات‌قیچی» در زبان وجودندارد تا حالت دیگری را برای این ترکیب فرض‌کرد.
ترکیب ناپایگانی ترکیبی است که در آن اجزای واژه مرکب به صورت هم‌زمان به پایه متصل‌می‌شوند. برای نمونه در ترکیب «دوهفته‌نامه» کل واژه مرکب از ترکیب هم‌زمان اجزای آن حاصل‌شده‌است.

### معنایی
واژه‌های مرکب براساس نوع معنای اجزائشان به چهار گروه تقسیم‌می‌شوند:
- درون‌مرکز:[۲] در واژه مرکب اگر هسته معنایی واژه توسط واژه دیگر توصیف شود، آن ترکیب درون‌مرکز نامیده‌می‌شود. به‌عبارت ساده‌تر اگر A+B نوع خاصی از B باشد، آن ترکیب درون‌مرکز است؛ مانند: گل‌فروش، پله‌برقی، ترمزدستی.
- برون‌مرکز:[۳] اگر مصداق واژه مرکب به هیچ‌کدام از اجزای آن بازنگردد، آن را واژه مرکب برون‌مرکز می‌نامند؛ مانند: گوشت‌تلخ (که مصداق آن به فردی با ویژگی بدخلق بازمی‌گردد)، بدقول (که مصداق آن به فردی که به وعده‌اش وفا نمی‌کند بازمی‌گردد).
- هم‌پایه یا متوازن:[۴]اگر در واژه مرکب دو هسته وجودداشته‌باشد، یعنی هریک از اجزای ترکیب به مصداق متفاوتی دلالت‌داشته‌باشد، آن ترکیب را هم‌پایه می‌نامند؛ مانند اولیاء و مربیان، آب‌قند.
- دوسویه یا بدل:[۵] اگر در واژه مرکب هریک از اجزای آن به یک مصداق دلالت داشته‌باشند، مرکب دوسویه نامیده‌می‌شوند. به عبارت ساده‌تر اگر در A+B، هریک از A و B به مصداق یکسانی دلالت‌کنند، آن ترکیب دوسویه است؛ مانند: سربازمعلم که هریک از اجزای آن (یعنی سرباز و معلم) به یک فرد دلالت‌دارند.

نوع دیگری از رابطه معنایی میان اجزای واژه مرکب، براساس ترکیب‌پذیری و ترکیب‌ناپذیری معنایی اجزای آن استنتاج‌می‌شود. در ترکیب‌پذیری معنایی، معنی کل واژه مرکب حاصل ترکیب معنای اجزای واژه است؛ مانند: گل‌فروش، زیبارو، و مانند آن. در ترکیب‌ناپذیری معنایی، معنی کل واژه را نمی‌توان از ترکیب معنای اجزای آن به‌دست‌آورد؛ برای نمونه سبک‌سر، دهن‌لق، دستمزد، و مانند آن.

### نحوی
واژه مرکب حاصل از فرایند ترکیب را می‌توان براساس مقوله اجزای آن تقسیم‌بندی کرد.

#### ترکیب N+N (اسم + اسم)
رایج‌ترین نوع ترکیبی است که در زبان‌های مختلف دیده‌می‌شود. ترکیباتی نظیر اجاق‌گاز، آب‌قند، و مانند آن از نمونه‌های این دسته در زبان فارسی است.